# Petit-Fayt
 Petit-Fayt  es una población y comuna francesa, en la región de Norte-Paso de Calais, departamento de Norte, en el distrito de Avesnes-sur-Helpe y cantón de Avesnes-sur-Helpe-Sud.

## Demografía
| 288 | 240 | 226 | 253 | 273 | 260 |
| Para los censos de 1962 a 1999 la población legal corresponde a la población sin duplicidades (Fuente: INSEE [Consultar]) |     |     |     |     |     |